# Haugastøl Station
Haugastøl Station (Haugastøl stasjon) er en jernbanestation på Bergensbanen, der ligger i Hol kommune i Norge. Stationen består af nogle få spor, en perron og en stationsbygning. Mod øst følges banen herfra med Riksvei 7, men mod vest følger banen en nordlig rute langs med Hallingskarvet, mens vejen går længere mod syd gennem Måbødalen.
Stationen åbnede 10. juni 1908. Den blev fjernstyret 29. juli 1983 og gjort ubemandet 1. januar 1997. Stationsbygningen blev tegnet af jernbanearkitekten Paul Armin Due i en krydsning af nationalromantisk og jugendstil med en stueetage i sten og en overbygning i træ. Bygningen blev renoveret i 1963, hvor der blandt andet blev etableret et toilet. Bygningen blev fredet af Riksantikvaren i 2002 sammen med den tilhørende banevogterbolig ved Sløtfjord.
Haugastøl er udgangspunkt for Rallarvegen, der oprindeligt var en arbejdsvej, der blev bygget af de banebørster, der anlagde jernbanen. Vejen er nu en populær vandre- og cykelsti og benyttes meget i sommermånederne. Det giver forholdsvis stor trafik på den tid af året, hvor stationen er delvist bemandet. I sommermånederne er der desuden bus til Hardanger/Odda.